# The Adventures of Quentin Durward
The Adventures of Quentin Durward is een Brits-Amerikaanse film van Richard Thorpe die werd uitgebracht in 1955.
Het scenario is gebaseerd op de historische roman Quentin Durward (1823) van Walter Scott.

## Verhaal
In 1465 reist de Schotse ridder Quentin Durward af naar Péronne in Frankrijk, waar zich het hof van Karel de Stoute, de hertog van Bourgondië, bevindt. Ter plaatse moet hij onderzoeken of de jonge en rijke gravin Isabelle van Marcroy een geschikte bruid is voor Lord Crawford, zijn oudere oom.
Het is Karel de Stoute die achter deze huwelijksplannen steekt: hij wil dat de gravin met Lord Crawford trouwt omdat hij zich zo verzekert van de steun van Schotland. Isabelle is echter helemaal niet geïnteresseerd in een gearrangeerd huwelijk met een veel oudere man. Ze slaat op de vlucht en verschuilt zich aan het hof van Lodewijk XI van Frankrijk.
Quentin Durward zoekt en vindt haar aan het koninklijk hof. Al gauw raakt hij verwikkeld in de geschillen tussen de hertog en de Franse koning. Bovendien wordt hij zelf verliefd op Isabelle.

## Rolverdeling
| Acteur             | Personage                                                   |
| ------------------ | ----------------------------------------------------------- |
| Robert Taylor      | Quentin Durward                                             |
| Kay Kendall        | Isabelle, gravin van Marcroy                                |
| Robert Morley      | Lodewijk XI van Frankrijk                                   |
| George Cole        | Hayraddin                                                   |
| Alec Clunes        | Karel de Stoute, hertog van Bourgondië                      |
| Duncan Lamont      | graaf Willem I van der Marck Lumey                          |
| Laya Raki          | de zigeunerdanseres                                         |
| Marius Goring      | graaf Philip de Creville                                    |
| Wilfrid Hyde-White | meester Oliver, de kapper en de vertrouweling van de koning |
| Ernest Thesiger    | Lord Crawford, de oom van Quentin Durward                   |